# Zasada ciągłości
Zasada ciągłości  (ang. consistency principle) - jedna z nadrzędnych zasad rachunkowości, która nakazuje przyjęte w przedsiębiorstwie zasady (politykę) rachunkowości stosować w sposób ciągły. Zasada ta zapewnia porównywalność informacji zawartych w sprawozdaniach finansowych za kolejne lata obrotowe. Zgodnie z nią bilans otwarcia kolejnego roku obrotowego musi być identyczny z bilansem zamknięcia roku poprzedniego. Pod pewnymi warunkami możliwe jest jednak odstępstwo od tej zasady.
Ustawa o rachunkowości z dnia 29 września 1994 r. formułuje tę zasadę w art. 5 ust. 1:

1. Przyjęte zasady (politykę) rachunkowości należy stosować w sposób ciągły, dokonując w kolejnych latach obrotowych jednakowego grupowania operacji gospodarczych, wyceny aktywów i pasywów, w tym także dokonywania odpisów amortyzacyjnych lub umorzeniowych, ustalania wyniku finansowego i sporządzania sprawozdań finansowych tak, aby za kolejne lata informacje z nich wynikające były porównywalne. Wykazane w księgach rachunkowych na dzień ich zamknięcia stany aktywów i pasywów należy ująć w tej samej wysokości, w otwartych na następny rok obrotowy księgach rachunkowych.